# Gliceraldeide-3-fosfato deidrogenasi (NAD(P)+) (fosforilante)
La gliceraldeide-3-fosfato deidrogenasi (NAD(P)+) (fosforilante) è un enzima appartenente alla classe delle ossidoreduttasi, che catalizza la seguente reazione:
D-gliceraldeide-3-fosfato + fosfato + NAD(P)+ ⇄ 3-fosfo-D-gliceroil fosfato + NAD(P)H + H+
Il NAD+ ed il NADP+ possono essere utilizzati come cofattori con la stessa efficienza, a differenza della gliceraldeide-3-fosfato deidrogenasi (fosforilante) (numero EC 1.2.1.12) e della gliceraldeide-3-fosfato deidrogenasi (NADP+) (numero EC 1.2.1.13) che sono NAD e NADP+ dipendenti, rispettivamente.